# هتل روری
هتل رِوِری (به انگلیسی: Hotel Reverie)، سومین قسمت از فصل هفتم مجموعه آنتولوژی علمی‌تخیلی بریتانیایی آینه سیاه است. فیلم‌نامه این قسمت توسط خالق سریال آینه سیاه یعنی چارلی بروکر نوشته شده و هالو ونگ آن را کارگردانی کرده است. ایسا رای، اما کورین، هریت والتر و آکوافینا بازیگران اصلی این قسمت هستند. هتل رِوِری به همراه تمام قسمت‌های دیگر فصل هفتم در تاریخ ۱۰ آوریل ۲۰۲۵ توسط نتفلیکس منتشر شد.
داستان این قسمت دربارهٔ بازیگر زنی به نام برندی فرایدی است که از نقش‌های کلیشه‌ای که مدام به او پیشنهاد می‌شود خسته شده و به دنبال تجربه‌ای جدید است. هم‌زمان، رئیس یک استودیوی فیلم‌سازی قدیمی که فاصله چندانی با ورشکستگی ندارد برای عبور از بحران تصمیم می‌گیرد به پیشنهاد یک شرکت فناوری مبنی بر بازسازی فیلم کلاسیک به نام «هتل رِوِری» که از آثار قدیمی آن استودیو است پاسخ مثبت دهد. تصمیم بر آن می‌شود که این فیلم به وسیله هوش مصنوعی و فناوری‌های استودیوی مجازی و با بازیگری جدید بازسازی شود. برندی مشتاقانه می‌پذیرد که در فیلم حضور پیدا کند اما تجربه‌ای که او سپری می‌کند چیزی به مراتب فراتر از بازی در یک فیلم سینمایی است و مسیر زندگی او را تغییر می‌دهد.
گسترش روزافزون هوش مصنوعی در صنعت سینما و استفاده مداوم از آن باعث شد چارلی بروکر تصمیم بگیرد اپیزودی دربارهٔ این موضوع بنویسد. طرح ابتدایی او در فضایی ترسناک نوشته شده بود اما بروکر پس از تماشای فیلم کلاسیک برخورد کوتاه (۱۹۴۵) تصمیم گرفت به سینمای کلاسیک ادای دین کرده و اپیزودی با حال‌وهوای عاشقانه بنویسد. هتل رِوِری باعث دو دستگی میان منتقدان شد و نظرات مختلفی دریافت کرد اما حتی افرادی که کلیت اپیزود را دوست نداشتند، عملکرد اما کورین و شیمی رابطه او با ایسا رای را تحسین کردند. همچنین سبک بصری اپیزود و ارجاع به سینمای کلاسیک نیز ستایش شد. وبسایت کولایدر، هتل رِوِری را ضعیف‌ترین اپیزود فصل هفتم دانست در حالی که روزنامه «دِن آو گیگ» بریتانیا، امتیاز کامل را به اپیزود اهدا کرد.